# 察蓋里

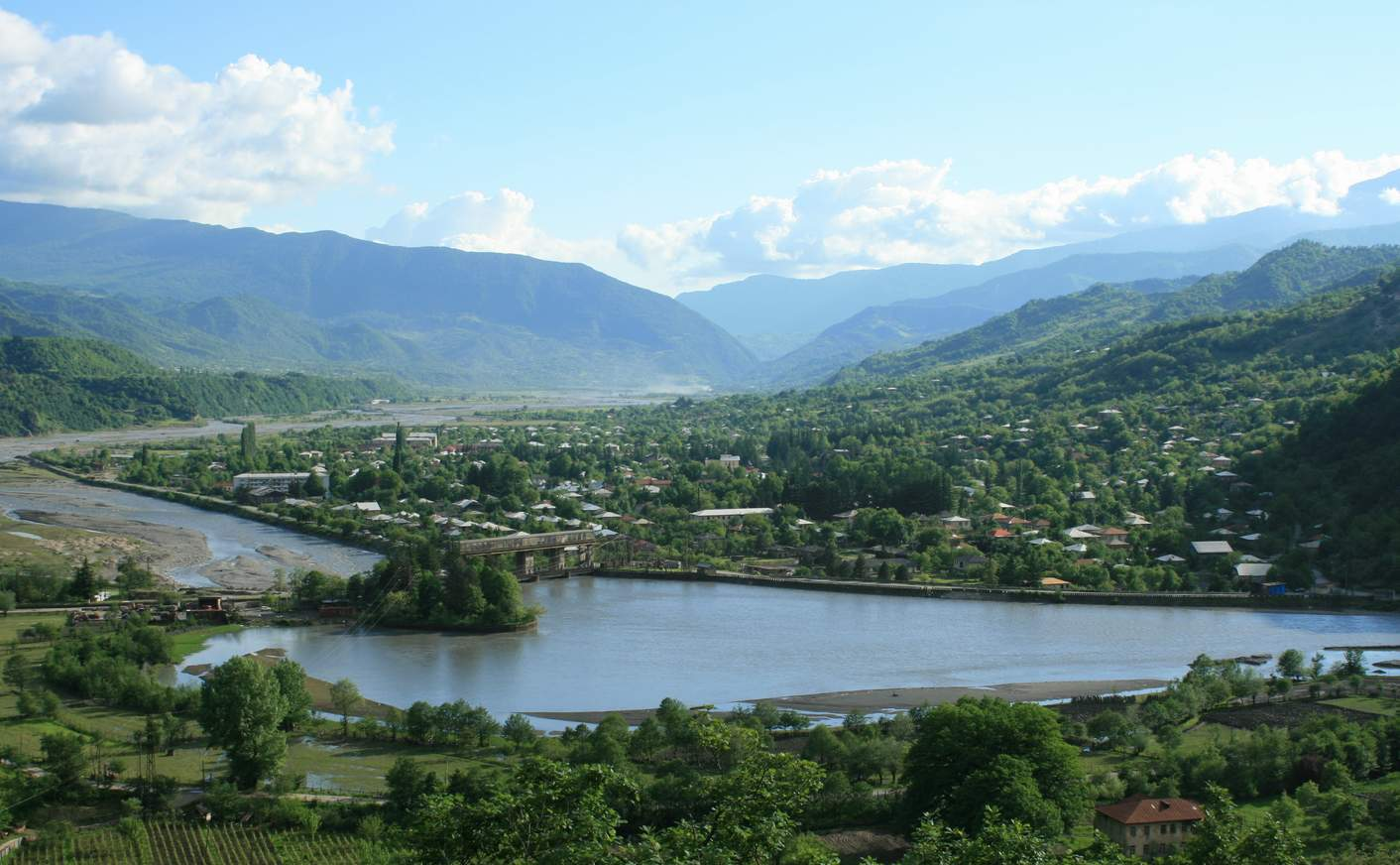
察蓋里

察蓋里是格魯吉亞西北部拉恰-列其呼米和下斯瓦内蒂大区察蓋里市鎮的城鎮及其行政中心。位於里奧尼河支流右岸，距離首都第比利斯約200公里，海拔高度475米，2014年人口1,320。